# イギリス国鉄321形電車
321形 (Class 321) は、1988年から1991年にかけて製造されたイギリス国鉄の交流型電車である。派生形式として320形と322形も増備された。車体はマーク3客車がベースとなっており、その設計は直流型電車の456形にも踏襲されている。

## 概要
大きく分けて3つのグループに分類される。各グループとも1M3Tの4両固定編成であり、2本併結の8両編成、3本併結の12両編成での運転にも対応している。制御車-電動車-付随車-制御車の編成を組み、電動車にパンタグラフを1基設置している。
1988年から1990年にかけて導入された321/3形は、66編成がロンドンのリバプール・ストリート駅を起点とするグレート・イースタン本線の近郊列車に投入され、老朽化したスラムドア車の305形、308形、309形を置き換えた。
1989年から1990年にかけて48編成が導入された321/4形は、ロンドン・ユーストン駅を起点とする西海岸本線の近郊列車に投入された。編成中の1等室の割合が増えており、321/3形では両端先頭車の3分の1室であったのに対し、321/4形では半室となっている。
1990年に登場した最終増備車の321/9形は、新たに電化されたリーズ近郊の路線で運行されるウェスト・ヨークシャー旅客輸送局の列車に使用するため3編成が投入された。1等室は設置されておらず、全室が普通車のモノクラス編成となっている。
現在は営業しているすべての編成がグレーター・アングリアに所属している。このほか、12本が320形に改造されており、燃料電池車両の600形への改造も予定されている。